# Toivo
Toivo  è un nome proprio di persona finlandese maschile.

## Origine e diffusione
Riprende il termine finlandese toivo, che vuol dire "speranza"; è quindi analogo per significato a Nadežda, Tesfaye, Elpidio, Hope e Speranza.

## Onomastico
Il nome è adespota, cioè non è portato da alcun santo, quindi l'onomastico si festeggia il 1º novembre, giorno di Ognissanti.

## Persone

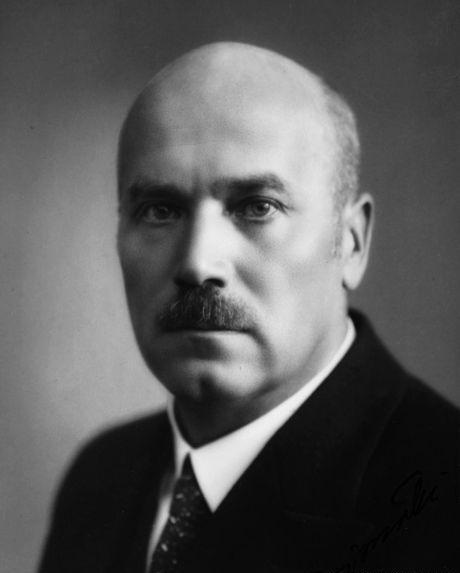
Toivo Mikael Kivimäki

- Toivo Ilmari Hannikainen, compositore e pianista finlandese
- Toivo Kärki, compositore e musicista finlandese
- Toivo Mikael Kivimäki, politico finlandese
- Toivo Loukola, atleta finlandese